# Ebúcia (gente)
A gens Ebúcia (em latim: Aebutia) foi uma família romana antiga que se destacou durante o início da República. A gens era originalmente uma família patrícia, mas também possuía ramos plebeus. O primeiro membro a alcançar o consulado foi Tito Ebúcio Elva, que foi consul em 499 a.C.

## Praenomina
No primeiro século da República, os Aebutii utilizavam os praenomina Tito, Lúcio, Póstumo e Marco. Em épocas posteriores, também passaram a usar o nome Públio.

## Ramos ecognomina
Os Aebutii patrícios usavam o cognome Helva (também encontrado como Elva em algumas fontes). Cornicen era um sobrenome pessoal pertencente a um dos Helvae. Nenhum Ebúcio patrício ocupou qualquer magistratura entre 442 e 176 a.C., até que Marco Ebúcio Helva assumiu o pretorado. Carus era um cognome dos Aebutii plebeus. Sobrenomes posteriores incluem Fausto, Liberalis e Pinio.

## Membros

### Aebutii Helvae
- Tito Ebúcio T. f. Helva, consul em 499 a.C.
- Lúcio Ebúcio T. f. T. n. Helva, consul em 463 a.C.
- Póstumo Ebúcio Helva Cornicen, consul em 442 a.C.
- Marco Ebúcio Helva, nomeado triumvir para a fundação de uma colônia em Ardea em 442 a.C.
- Marco Ebúcio Helva, praetor em 168 a.C., que obteve Sicilia como sua província.

### Outros Aebutii
- Lúcio Ebúcio Fausto, um liberto.[5]
- Públio Ebúcio, que trouxe à atenção do consul Postumius Albinus a existência dos Bacchanalia em Roma em 186 a.C.[6]
- Tito Ebúcio Parrus, praetor em 178 a.C., designado para a Sardenha.[7]
- Ebúcio, praetor circa 125 a.C. que promulgou uma Lex Aebutia "que provavelmente limitou bastante a aplicação das legis actiones e aumentou a utilização de fórmulas em litígios."[8]
- Caio Ebúcio, um edil em 51 a.C.[9][10]
- Públio Ebúcio Pinio, encontrado em moedas coríntias circa 39 a.C.[11]
- Ebúcio Liberalis, destinatário de uma carta de Sêneca.